# Huset Jagiello
Huset Jagiello eller Jagiellonianerne (også jagiellonerne) var en slægt der var efterkommer af den litauiske mandlige slægt fra huset Gediminas og et europæisk dynasti, der forsynede de polske konger og storhertugerne af Litauen fra 1386 til 1572. De var også fra den 15 århundredes ungarske, kroatiske og bøhmiske konger.

## Historie
Grundlæggeren af dette dynasti er den litauiske storhertug Jogaila (polsk: Jagiełło), kendt som Władysław 2. Jagiełło besteg den polske trone i Kraków i 1386 ved at gifte sig med den polske dronning Hedvig af Polen.
Jogaila var gift fire gange, senest siden 1422 med Sofia fra det litauisk-ruthenske fyrstehus Holszański. Sammen fik de to sønner, Władysław 3. og Kasimir 4. Den polske trone arvede Władysław, efter hans valg som ungarsk konge, ved at han reddede Konstantinopel men døde i slaget ved Varna i 1444. Kasimir 4. storhertug af Litauen siden 1440, blev udnævnt til kong Kasimir 2. til den polske trone i 1447. Hans ægteskab med Elisabeth von Habsburg, datter af den romersk-tyske kong Albrecht 2., gav tretten børn. Han etablerede ægteskabsforbindelser med mange europæiske dynastier.
Jagiellonske fyrster var også i stand til at etablere sig som konger i Ungarn, Kroatien og Bøhmen, først i konkurrence, derefter (efter Matthias Corvinus -mellemspillet) i samarbejde med Habsburgerne. Vladislav 2. af Bøhmen, Ungarn og Kroatien regerede i tre lande, ligesom hans søn Ludwig 2. Efter hans uheldige død i 1526 i slaget ved Mohács, blev han arvet af habsburgeren Ferdinand 1. og stormanden Johann Zápolya (sviger til Sigismund 1. og Vladislav 2., og onkel og regent af Ludwig 2.). Zapolya giftede sig også med Sigismunds datter Isabella i 1539 og testamenterede deres søn den ungarske krone med Fyrstendømmet Transsylvanien.
Med Sigismund 2. Augustus, konge af Polen og storhertug af Litauen, jagiellonernes mandlige linje uddøde i 1572, hvorefter det arvelige monarki i Polen og Litauen blev erstattet af et valgfrit monarki. Begge lande fusionerede til Rzeczpospolita, en aristokratisk republik med "præsidentskab" af en valgt konge eller valgt storhertug i spidsen.
Takket være deres forskellige forbindelser med de adelige familier i Europa regerede jagiellonerne Kongeriget Polen, Storhertugdømmet Litauen, Kongeriget Bøhmen, Kongeriget Ungarn og Kongeriget Kroatien omkring 1500. De søgte at opretholde en balance med Det Hellige Romerske Rige, Det Osmanniske Rige, og at konsolidere den østlige flankes besiddelser i det tidligere Kijevan Rus' territorium mod Storhertugdømmet Moskva. Derfor overlod Sigismund 1. i Wien-traktaten i 1515 kronerne i Ungarn, Kroatien og Bøhmen til efterkommerne af Ludwig 2.'s ægteskab med huset Habsburg. I østpolitikken var jagiellonerne i stand til at opretholde magtbalancen over for storhertugdømmet Moskvas voksende magt. Denne konflikt, som Kongeriget Polen også var involveret i som et resultat af de moskovitisk-litauiske krige og Lublinunionen i 1569, blev først løst efter langvarige krige under kong Stephen Báthorys styre. Efterkommerne af Jagiełło, der regerede den største stat i Centraleuropa i 14., 15. og 16. århundrede, lagde også grundlaget for den Jagiellonske idé, som stadig levede videre i det 20. århundrede, med ideen om ''Polen fra hav til hav'', det vil sige fra Østersøen til Sortehavet.

## 20 århundrede
Tilhængerne af den polske politiker Józef Piłsudski kaldte sig også "jagiellonianere", der efter genoprettelsen af Polen i 1918 stræbte efter at forbinde Litauen og andre områder, der var tabt til Rusland før 1772, og trak på historien i øst. Denne tendens i Polen i mellemkrigstiden blev modarbejdet af tilhængerne af Roman Dmowski, som rejste territoriale krav i vest ved at ty til det tidligere polske Piast-dynasti.

## Storhertuger af Litauen
- Wladyslaw 2. Jagiello 1377-1401
- Casimir 1. Andrew 1440-1492
- Alexander den Jagiellonske 1492-1506
- Sigismund 1. den Gamle 1506–1548
- Sigismund 2. August 1548-1572

## Konger af Polen
- Wladyslaw 2. Jagiello 1386-1434
- Wladyslaw 3. af Varna 1434–1444
- Kasimir 2. den Jagiellonske 1447-1492
- Johann 1. Albrecht 1492-1501
- Alexander den Jagiellonske 1501-1506
- Sigismund 1. den Gamle 1506–1548
- Sigismund 2. August 1548-1572
- Anna Jagiellonica 1574-1575

## Konger af Bøhmen, Ungarn og Kroatien
- Vladislav 2. 1471-1516
- Ludvig 2. 1516-1526

## referencer
1. 1 2  Kiaupa, Zigmantas. "Jogailaičiai". Visuotinė lietuvių enciklopedija (litauisk). Hentet 15. februar 2023.
2. ↑  "Gediminaičiai". Visuotinė lietuvių enciklopedija (litauisk). Hentet 15. februar 2023.